# Idiosynkrasie
Als Idiosynkrasie wird die „Gesamtheit persönlicher Eigenheiten, Vorlieben und Abneigungen“ bezeichnet. Im Besonderen werden darunter medizinisch eine Überempfindlichkeit und psychologisch ein ungewöhnlicher Widerwillen verstanden.

## Wortherkunft
Das Wort Idiosynkrasie ist im deutschsprachigen Raum im 18. Jahrhundert aus dem Griechischen entlehnt worden: Es stammt von altgriechisch ἰδιοσυγκρᾱσία idiosynkrāsía, deutsch ‚Selbst-Eigenheit/-Charakter‘. Der Ausdruck ist bereits im Altgriechischen nachweisbar und setzt sich zusammen aus ἰδιο- ‚eigen-‘, συν- ‚zusammen-‘ und κρᾶσις ‚die Mischung‘. Ursprünglich bedeutete es „eigentümliche Mischung der Säfte im Körper und die daraus hervorgehende Beschaffenheit des Leibes“ und ist in diesem Sinne eine so erzeugte „spezifische Beschaffenheit eines einzelnen Körpers“.

## Fachgebiete
Je nach Kontext kann Idiosynkrasie Folgendes bedeuten:
Medizin
- in der Medizin angeborene oder erworbene, z. T. schwer verlaufende Überempfindlichkeiten schon beim ersten Kontakt gegen bestimmte, von außen zugeführte Stoffe, die nicht durch eine Reaktion des Immunsystems hervorgerufen werden, sondern durch Fehlfunktion/Nichtfunktion defekter oder Fehlen intakter Enzyme, z. B. der Favismus (die Bohnenkrankheit); vergleiche auch Allergie, Pseudoallergie,

Psychiatrie und Psychologie
- in der Psychiatrie und Psychosomatik eine in diesem Sinne individuelle Erlebnis- und Verhaltensreaktion auf akustische (z. B. Quietschgeräusch von Kreide auf einer Schiefertafel) oder visuelle Reize (die z. B. Ekel hervorrufen), auch auf Personen oder Gegenstände,

- in der Psychologie besonders starke Abneigung und Überempfindlichkeit gegenüber bestimmten Personen, Lebewesen, Gegenständen, Reizen, Anschauungen u. Ä.[4] Als idiosynkratische Sprache wird hier ein Sprechverhalten und Sprachverständnis bezeichnet, bei dem Wörtern und Wendungen mehr oder weniger fernliegende Bedeutungen oder eigensinnige Interpretationen (z. B. sehr wörtliche oder anders eingeengte) zugeordnet werden. Sie ist ein häufiges Symptom bei Autismus. Von der Schizophasie („Wortsalat“) bei Schizophrenen unterscheidet sie sich dadurch, dass die Sprache nur in der Bedeutung abweicht, aber formal (im Sinne von Syntax und Grammatik) noch korrekt und ihre kommunikative Beeinträchtigung meist auch von deutlich geringerem Ausmaß ist, d. h., sie ist geordnet, wohlgeformt und zumindest grob verständlich.
- in der Sozialpsychologie ein von der Gruppe abweichendes individuelles Verhalten (durch Kompetenz und Konformität erwirbt das Individuum einen sogenannten Idiosynkrasiekredit),

Informatik
- in der Informatik bei der interfacebasierten Programmierung klassifiziert man allgemeine Interfaces in Familieninterfaces und idiosynkratische Interfaces. Ein idiosynkratisches Interface wird dabei nur von einer einzigen Klasse im ganzen Projekt implementiert, wohingegen Familieninterfaces von mehreren implementiert werden.

Sprachwissenschaft
- In der Sprachwissenschaft zeichnet sich ein idiosynkratischer Begriff dadurch aus, dass er in der bezeichneten Bedeutung nur von einer einzelnen Person oder Gruppe verwendet wird und üblicherweise einer anderen Bedeutung zugeordnet ist. In einem anderen Verständnis ist ein Begriff (ein Wort oder eine Phrase) dann idiosynkratisch, wenn er über Eigenschaften verfügt, die sich nicht aus allgemeineren Regeln ableiten lassen und die man deshalb im Lexikon explizit vermerken muss. Beispielhaft ist die Drogensprache dafür: „den Drachen jagen“, „ein Ketamin-Loch“ („K-Hole“), „ein Tütchen rauchen“, „Pappen fressen“.

Wirtschaftswissenschaft
- In den Wirtschaftswissenschaften wird unterschieden zwischen idiosynkratischen Risiken (oder unsystematischen Risiken), die von einem einzelnen Unternehmen bzw. Emittenten ausgelöst werden, und systematischen Risiken, die aus Bewegungen des breiten Marktes resultieren (z. B. Baisse) und sich auf alle Marktteilnehmer auswirken.